# حنش صومالي
حنش صومالي (الاسم العلمي: Coluber somalicus) هو نوع من الزواحف يتبع جنس الحنش من فصيلة الأحناش.